# Etherlords II
Etherlords II (Демиурги II, Demiurges II en version originale) est un jeu vidéo de stratégie au tour par tour développé par Nival Interactive, sorti en 2003 sur Windows.
Il s'agit de la suite d'Etherlords et il a été lui-même suivi de Etherlords: Arena.

## Accueil
| Etherlords II         |      |       |
| Média                 | Pays | Notes |
| Computer Gaming World | US   | 3.5/5 |
| Gamekult              | FR   | 6/10  |
| GameSpot              | US   | 80 %  |
| Jeuxvideo.com         | FR   | 15/20 |
| Joystick              | FR   | 6/10  |